# Buffy l'ammazzavampiri (film)
Buffy l'ammazzavampiri (Buffy the Vampire Slayer) è un film del 1992 scritto da Joss Whedon e diretto dalla regista Fran Rubel Kuzui. Il film, una commedia avventurosa dell'orrore che si rivelò un autentico flop, venne riutilizzato dallo stesso Whedon come base per la serie televisiva di successo Buffy l'ammazzavampiri.

## Trama
Buffy Summers è un'allegra cheerleader del liceo Hemery, nel Sud della California, che ama vestire alla moda e uscire col suo ragazzo. Un giorno, mentre si allena, riceve la visita del misterioso signor Merrick, che si reincarna nel tempo per addestrare le giovani donne prescelte per eliminare i vampiri, che le rivela che è l'eletta. Dopo l'iniziale riluttanza della ragazza, Merrick la porta al cimitero per darle una dimostrazione, così Buffy accetta di essere allenata dall'uomo per la battaglia. In città avvengono infatti da un po' di tempo misteriose morti, che si verrà a sapere essere opera del vampiro Lothos, il capo di una congrega che si amplia ad ogni nuova vittima.
È importante l'incontro con Oliver Pike, un giovane a cui Buffy pian piano si affeziona, il cui migliore amico è stato vampirizzato. Durante gli scontri, Merrick viene ucciso da Lothos, e Pike resta l'unico amico e punto di riferimento per Buffy. Durante il ballo di fine anno della scuola, i vampiri si intrufolano nella discoteca, scatenando il panico generale. Buffy, che inizialmente aveva deciso di abbandonare l'incarico, sostenuta da Pike, riesce a sconfiggere i vampiri e il loro capo, Lothos.

## Distribuzione

### Date di uscita
- Stati Uniti d'America: 31 luglio 1992
- Regno Unito: 23 ottobre 1992
- Giappone: 8 febbraio 1993
- Svezia: 4 febbraio 2001

## Differenze con il telefilm
Seppure il telefilm sia stato realizzato usando come spunto l'omonimo film, quest'ultimo non è da considerarsi come facente parte della linea narrativa della serie televisiva, rispetto alla quale presenta numerose differenze nella trama e nella rappresentazione dei personaggi.
- Nel film Buffy frequenta l'ultimo anno di liceo, nella prima stagione del telefilm frequenta invece il secondo anno.
- Nel film Merrick sostiene che l'Osservatore è unico e predestinato, esattamente come la Cacciatrice; è consapevole del proprio ruolo fin dalla nascita. Nel telefilm non esiste un solo Osservatore, ma un'intera società segreta di Osservatori, e nessuno di essi nasce con qualche dote particolare, ma vengono tutti scelti e istruiti dal Consiglio degli Osservatori.
- Mentre nel film Merrick è apparentemente un barbone, nel telefilm, in un flashback nell'episodio L'inizio della storia (1ª parte), Merrick è vestito elegantemente (oltre ad essere molto diverso fisicamente), in accordo con la rappresentazione degli Osservatori nel telefilm.
- Sempre nel flashback dell'episodio L'inizio della storia (1ª parte), viene mostrato che il primo incontro tra Buffy e Merrick avviene sulla scalinata all'entrata della scuola, mentre nel film avviene nella palestra.
- I vampiri hanno un aspetto completamente diverso. Nel telefilm sono di solito identici agli umani, ma, quando vengono sopraffatti dalla sete di sangue, la loro faccia presenta occhi gialli, denti aguzzi e lineamenti stravolti. Nel film la loro faccia non subisce mutazioni, ed è simile a quella degli umani, a parte orecchie a punta e denti aguzzi, sempre presenti; l'unica eccezione è Lothos, che ha un aspetto completamente umano.
- Nel film i vampiri sono in grado di levitare; nel telefilm no.
- Nel telefilm i vampiri si inceneriscono non appena vengono pugnalati al cuore, mentre nel film il loro cadavere rimane integro.
- Nel telefilm la Cacciatrice protegge l'umanità non solo dai vampiri, ma da ogni genere di creatura demoniaca. Nel film la Cacciatrice è in lotta solo contro i vampiri.
- Nel film la Cacciatrice è in grado di avvertire la presenza dei vampiri tramite dei crampi al ventre; nel telefilm questa capacità è dovuta al suo istinto da cacciatrice e non viene preceduta da alcun sintomo fisico.
- La madre di Buffy è rappresentata nel film come un genitore negligente e disinteressato alla figlia, in contrasto con la premurosa Joyce del telefilm.
- Nel telefilm non si fa alcun cenno alla storia d'amore tra Buffy e Oliver Pike, che non viene nemmeno citato.
- Nel primo episodio del telefilm si scopre che Buffy è stata espulsa dal liceo Hemery per aver incendiato la palestra, in modo da poter uccidere i vampiri che vi si erano introdotti. Nel film la palestra non viene bruciata.